# Subaru UH-2
Le Subaru UH-2 est un modèle d'hélicoptère polyvalent produit en série par la firme Subaru pour la Force terrestre d'autodéfense japonaise. 
Le premier vol inaugural d'un hélicoptère de série a eu lieu à  Utsunomiya le jeudi 19 mai 2022. Il est remis aux forces japonaises le 30 juin 2022. 150 de ces hélicoptères produits en série devraient être livrés d'ici 2042

## Conception
Treize hélicoptères UH-2 ont été financés en date de juillet 2021. En mars 2020, la Acquisition, Technology & Logistics Agency (en) attribue à Subaru des contrats d'une valeur cumulée de 129 millions de dollars américains pour produire les six premiers hélicoptères UH-2, les livraisons devant être achevées d'ici janvier 2023. Ensuite, le ministère de la Défense a prévu environ 112,5 millions de dollars américains pour acquérir sept autres UH-2 au cours de l'exercice financier 2021.
Dans son programme de défense à moyen terme (MTDP) 2019-2023 publié en décembre 2018, le ministère a présenté son intention d'acquérir un premier lot de 34 nouveaux hélicoptères à un prix unitaire d'environ 16,2 millions de dollars américains au cours de la période de cinq ans. Finalement, entre 2019 et 2023, 39 UH-2 sont commandés. Un total de 150 étant prévu en 20 ans.

### Prototype

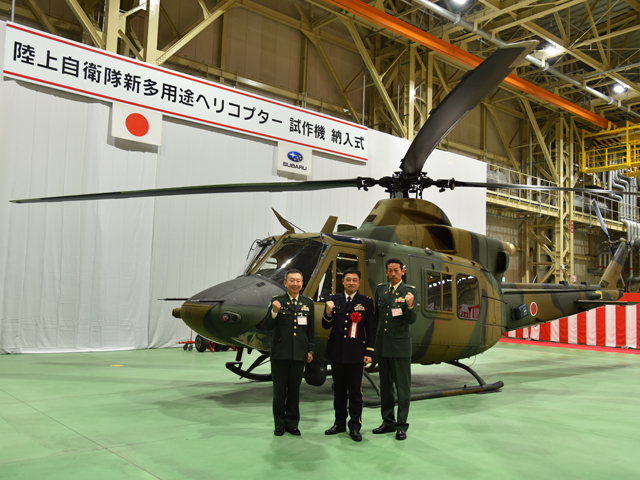
Cérémonie de livraison du XUH-2 le 28 février 2019.

Le prototype XUH-2 a volé pour la première fois le 25 décembre 2018 puis est passé aux essais techniques pratiques en février 2019. Cet hélicoptère a été approuvé pour une utilisation militaire en juin 2021 . Ensuite, son développement fut prévu pour la production de masse.

### 412EPX
Le "412EPX", qui est une version avancée de cet appareil est construit en partenariat avec la société Bell Aircraft Corporation.
Donc, le "Subaru Bell 412EPX" a été homologué en juillet 2018 pour un usage civil et le "UH-X" pour un  usage militaire. Bell et Subaru vendent le Subaru-Bell 412EPX à partir de début 2024.

## Déploiement
Le Ministère de la Défense du Japon prévoit de remplacer la flotte de plus en plus obsolète de 127 UH-1J en service en 2021 dans la Force terrestre d'autodéfense japonaise, une version construite sous licence du Bell UH-1 Iroquois; ils seront remplacés par des UH-2.
Fin mars 2023, 7 sont en service dans l'école d'aviation des forces terrestres d'autodéfense.

## Caractéristiques
- Cet hélicoptère comprend deux turbomoteurs Pratt & Whitney PT6T-9 Twin-Pac.
- Le cockpit en verre est intégré.
- L'UH-2 dispose d'un rotor principal à quatre pales.

Il peut ainsi transporter des charges  importantes et avoir une plus grande autonomie de vol ainsi qu'une vitesse plus élevée que l'UH-1J.